# Al-Okhdood Club
L'Al-Okhdood Club (in arabo نادي الأخدود) è una società polisportiva saudita di Najran, nota principalmente per la sua sezione calcistica, che milita nella Lega saudita professionistica, la massima divisione del campionato saudita di calcio.
Fondato nel 1976, il club ha vinto due campionati sauditi di terza divisione, nel 1992 e nel 2021.
Disputa le partite casalinghe allo stadio Città dello sport Principe Hathloul bin 'Abd al-'Aziz di Najran, impianto da 12 000 posti.

## Storia
Fondato nel 1976, il club ha ottenuto per la prima volta la promozione in massima serie al termine della stagione 2022-2023.

## Organico

### Rosa 2024-2025
Aggiornata al 26 novembre 2024.
| N. |                           | Ruolo | Calciatore         |
| -- | ------------------------- | ----- | ------------------ |
| 1  | Brasile (bandiera)        | P     | Paulo Vítor        |
| 2  | Arabia Saudita (bandiera) | D     | Abdurahman Al-Rio  |
| 3  | Romania (bandiera)        | D     | Andrei Burcă       |
| 4  | Arabia Saudita (bandiera) | D     | Saeed Al-Rubaie    |
| 5  | Georgia (bandiera)        | D     | Solomon Kvirkvelia |
| 6  | Arabia Saudita (bandiera) | C     | Eid Al-Muwallad    |
| 7  | Arabia Saudita (bandiera) | C     | Saleh Al-Harthi    |
| 8  | Arabia Saudita (bandiera) | D     | Hussain Al-Zabdani |
| 9  | Mali (bandiera)           | A     | Ibrahima Koné      |
| 11 | Spagna (bandiera)         | C     | Álex Collado       |
| 12 | Arabia Saudita (bandiera) | C     | Abdulaziz Hetela   |
| 13 | Arabia Saudita (bandiera) | A     | Mesleh Al-Shaikh   |
| 14 | Egitto (bandiera)         | C     | Ahmed Sayed        |
| 15 | Arabia Saudita (bandiera) | D     | Naif Asiri         |
| 16 | Germania (bandiera)       | D     | Koray Günter       |

| N. |                           | Ruolo | Calciatore            |
| -- | ------------------------- | ----- | --------------------- |
| 17 | Arabia Saudita (bandiera) | D     | Sharfi Al Saleem      |
| 18 | Colombia (bandiera)       | C     | Sebastián Pedroza     |
| 19 | Arabia Saudita (bandiera) | C     | Saud Salem            |
| 20 | Arabia Saudita (bandiera) | D     | Hamad Al Mansour      |
| 21 | Arabia Saudita (bandiera) | A     | Mohammed Naif         |
| 23 | Arabia Saudita (bandiera) | P     | Hussain Shae'an       |
| 24 | Arabia Saudita (bandiera) | A     | Murad Khadhari        |
| 25 | Arabia Saudita (bandiera) | P     | Abdulaziz Al-Awairdhi |
| 27 | Arabia Saudita (bandiera) | D     | Awadh Khamis          |
| 29 | Arabia Saudita (bandiera) | C     | Yaseen Al-Zubaidi     |
| 30 | Arabia Saudita (bandiera) | P     | Saad Al-Saleh         |
| 49 | Arabia Saudita (bandiera) | C     | Rayan Hattan          |
| 77 | Arabia Saudita (bandiera) | C     | Hasan Al-Habib        |
| 99 | Nigeria (bandiera)        | C     | Saviour Godwin        |

## Palmarès

### Competizioni nazionali
- Campionato saudita di terza divisione: 2

1991-1992, 2020-2021